# Mabel Lockerby
Mabel Irene Lockerby (née le 13 mars 1882 et morte le 1er mai 1976) est une artiste canadienne.

## Biographie
L'année de naissance de Lockerby est parfois attribuée à 1887 d'après son propre curriculum vitae, mais elle est née en 1882. Ses parents sont Alexander Lockerby, un épicier et  Barbara Cox. Elle a sept frères et sœurs, dont quatre ont survécu jusqu'à l'âge adulte. La famille a grandi dans plusieurs maisons de la rue MacKay à Montréal.
Elle étudie à l'Art Association of Montreal avec William Brymner et Maurice Cullen. Elle remporte deux prix, un pour son dessin dans la "classe antique" (1902) et un autre pour la composition (1911)  En 1914, elle commence à exposer à l'exposition annuelle du printemps de l'Association et continue à peindre tout au long de la Première Guerre mondiale.
Elle est membre du groupe Beaver Hall. Elle expose régulièrement avec ce groupe et, en 1926, le Musée des beaux-arts du Canada achète une de ses œuvres. Elle se joint au Groupe des peintres canadiens en 1939 et est membre de la Société d'art contemporain de Montréal .Son travail est exposé à l'exposition de l'Empire britannique à Wembley Park, Wembley, Angleterre en 1924 et 1925, à l'exposition universelle de New York en 1939 et à l'exposition du 400e anniversaire à Sao Paulo, Brésil en 1954. 
Son style de peinture se caractérise par des couleurs riches, des coups de pinceau visibles et un sens aigu du design. Elle peint principalement des portraits, des natures mortes et des paysages avec personnages.  Dans les années 1930, elle intègre l'humour et la fantaisie dans son travail  Le Musée des beaux-arts du Canada possède quatre de ses pièces dans sa collection, dont sa peinture Early Winter. Son travail fait également partie des collections du Musée des beaux-arts de l'Ontario et du Musée des beaux-arts de Hamilton. La Galerie Walter Klinkhoff organise en 1989, une exposition rétrospective.
Lockerby est décédée à Montréal à l'âge de 94 ans après avoir subi un accident vasculaire cérébral quelques mois plus tôt.